# 松葉村
松葉村（まつばむら）は、愛知県愛知郡にあった村。現在の名古屋市中川区の一部にあたる。

## 地理
笈瀬川の右岸に位置していた。

## 歴史
- 1884年（明治17年）四女子村に戸長役場が設置され、篠原村、長良村、四女子村、小本村がその管轄となる[3]。
- 1889年（明治22年）10月1日、町村制の施行により、愛知郡篠原村、長良村、四女子村、小本村が合併して村制施行し、松葉村が発足[1][2]。旧村名を継承した篠原、長良、四女子、小本の4大字を編成[2]。
- 1906年（明治39年）5月10日、愛知郡岩塚村、柳森村と合併し、常磐村を新設して廃止された[1][2]。合併後は、常磐村大字篠原・長良・四女子・小本となる[2]。

## 産業
- 農業[4]